# 1356 Nyanza
1356 Nyanza eller 1935 JH är en asteroid i huvudbältet som upptäcktes 3 maj 1935 av den sydafrikanske astronomen Cyril V. Jackson i Johannesburg. Det har fått sitt namn efter Nyanzaprovinsen i Kenya.
Asteroiden har en diameter på ungefär 60 kilometer.